# Эхинококк
Эхиноко́кк (лат. Echinococcus granulosus) — вид ленточных червей отряда циклофиллид (Cyclophyllidea). Во взрослом состоянии паразитирует в кишечнике собаки, волка, шакала. Вызывает опасное заболевание — эхинококкоз.

## Описание
Тело длиной 3—5 мм, состоит из головки (с 4 присосками и 2 венчиками крючьев) и 3—4 члеников. Последний (единый, зрелый) членик составляет половину длины тела. Яйца эхинококка выходят из кишечника хозяина вместе с экскрементами и могут попасть на его шерсть. Промежуточный хозяин эхинококка — корова, овца, свинья и др.

Жизненный цикл E. granulosus

Животные (в том числе и человек) заражаются, проглатывая яйца эхинококка. В кишечнике промежуточного хозяина из яйца выходит личинка — онкосфера. Через стенку кишечника она попадает в систему воротной вены и с кровью заносится в печень, реже в лёгкие, мышцы, кости или другие органы. Здесь она развивается в пузырчатую стадию, которая также называется эхинококк. Каждая онкосфера образует пузырь, на стенках его образуются вторичные и даже третичные пузыри, на которых формируется множество головок, сходных с таковыми взрослых червей. Пузыри эхинококка растут очень медленно и могут достигать больших размеров. Окончательный хозяин заражается эхинококком, когда поедает больное животное, содержащее пузырчатую стадию этого паразита.
Разнообразие строения пузырчатых стадий Echinococcus granulosus наводит на мысль о существовании двух самостоятельных видов — Echinococcus unilocularis (однокамерный эхинококк) и Echinococcus multilocularis (многокамерный эхинококк). Последний иногда выделяется в самостоятельный род — Alveococcus.